# Canton de Rocroi
Le canton de Rocroi est une circonscription électorale française située dans le département des Ardennes et la région Grand Est.
À la suite du redécoupage cantonal de 2014, les limites territoriales du canton sont remaniées. Le nombre de communes du canton passe de 14 à 33.

## Géographie
Ce canton est organisé autour de Rocroi dans l'arrondissement de Charleville-Mézières. Son altitude moyenne est de 336 m.

## Représentation

### Conseillers généraux de 1833 à 2015
| Période | Période      | Identité                                                              | Étiquette                   | Qualité |
| ------- | ------------ | --------------------------------------------------------------------- | --------------------------- | --- |
| 1833    | 1858 (décès) | Chevalier Louis Emmanuel Maximilien de Robert du Châtelet (1786-1858) |                             | Ancien garde du corps du Roi (1814) Ancien juge de paix, Rocroy, Rimogne Maire du Châtelet-sur-Sormonne          |
| 1858    | 1893 (décès) | Théophile Armand Neveux                                               | Union républicaine (Gauche) | Avoué Maire de Rocroy sous l'Empire Président du Conseil Général Député (1876-1888)- Sénateur (1888-1893)        |
| 1893    | 1919         | Jules Desplous                                                        | Républicain                 | Médecin Maire de Rimogne (1899-1905 et 1908-1912)                                                                |
| 1919    | 1935 (décès) | Henri Philippoteaux                                                   | Rad                         | Avocat Maire de Rocroi, conseiller d'arrondissement Député (1919-1930) Sénateur (1930-1935)                      |
| 1935,   | 1940         | Louis Sommé (1882-1962)                                               | SFIO                        | Ouvrier mouleur, puis directeur d'usine Maire de Bourg-Fidèle (1925-1945) Nommé conseiller départemental en 1943 |
|         |              |                                                                       |                             | |
| 1945    | 1970         | Andrée Viénot                                                         | SFIO puis PSU               | Maire de Rocroi (1953-1976) Sous Secrétaire d'État (1946-1947) Députée (1946-1947)                               |
| 1970    | 1982         | René Petit (1913-2001)                                                | PSU puis PS                 | Directeur de collège Maire de Rimogne (1961-1983) Conseiller régional (1976-1982)                                |
| 1982    | 2015         | Michel Sobanska                                                       | DVD puis RPR puis UMP       | Médecin à Rocroi Maire de Rocroi (2001-2014) Conseiller régional                                                 |

### Conseillers d'arrondissement
Le canton de Rocroi avait deux conseillers d'arrondissement.
| Période | Période          | Identité                                         | Étiquette   | Qualité |
| ------- | ---------------- | ------------------------------------------------ | ----------- | --- |
| 1833    | 1845             | M. Renard                                        |             | Notaire à Rocroi, propriétaire à Blanchefosse                                                               |
| 1833    | 1839             | Jules-Constant Rousseau                          |             | Propriétaire à Rimogne et à Givet                                                                           |
| 1839    | 1845             | Louis Thiéry Auguste Guillaume-Dufay (1775-1855) |             | Avocat et juge de paix à Rocroi                                                                             |
| 1845    | 1848             | M. Petit-Thiéry                                  |             | Greffier de justice de paix à Rocroi                                                                        |
| 1848    | 1870             | Jacques-Alexandre Morigny (1795-1877)            |             | Maire de Maubert-Fontaine                                                                                   |
| 1852    | 1861             | Jean-Baptiste Desplancq-Caruel (1788-1866)       |             | Ancien adjudant du Génie, propriétaire à Rocroi                                                             |
| 1861    | 1877             | Jules Joseph Ostermeyer (1823-1890)              |             | Juge au Tribunal civil de Rocroi                                                                            |
| 1870    | 1877             | Hugues Aubriot                                   |             | Conchyologue, maire de Rimogne                                                                              |
| 1877    | 1889             | Jean Garnier                                     |             | Maire d'Étalle, juge au Tribunal de Charleville                                                             |
| 1877    | 1893 (démission) | Edmond Lamy                                      |             | Avoué, maire de Rocroi                                                                                      |
| 1889    | 1893 (démission) | Jules Desplous                                   | Républicain | Médecin à Rimogne                                                                                           |
| 1893    | 1895             | Basilide Frougnut                                |             | Propriétaire, maréchal-ferrant et maire de Tremblois                                                        |
| 1893    | 1901             | Eugène Delfosse                                  |             | Notaire à Rocroi, suppléant du juge de paix                                                                 |
| 1895    | 1901             | Alfred Solliet                                   |             | Vérificateur-expéditeur à la compagnie des ardoisières Maire de Rimogne (1880-1884, 1892-1899)              |
| 1901    | 1919             | Joseph-Augustin Viot                             |             | Cultivateur, maire de Blombay                                                                               |
| 1901    | 1919             | Henri Philippoteaux                              | Rad.        | Avoué à Rocroi                                                                                              |
| 1919    | 1923 (décès)     | Arthur Canaux                                    |             | Propriétaire à Rocroi                                                                                       |
| 1919    | 1931             | Fernand Godin                                    | RG          | Cultivateur, maire de Regniowez                                                                             |
| 1923    | 1931             | Edmond Lallement                                 |             | Vétérinaire, maire de Maubert-Fontaine                                                                      |
| 1931    | 1935 (décès)     | Joseph Gesnot (1874-1935)                        |             | Industriel, maire de Rocroi                                                                                 |
| 1931    | 1937             | Lucien Martin                                    | Rad.        | Cultivateur, maire de Blombay                                                                               |
| 1935    | 1940             | Charles Frédérick                                | Rad.        | Chef de bureau à la Préfecture des Ardennes retraité, adjoint au maire de Rocroi                            |
| 1937    | 1940             | Henri Biston (1885-1959)                         | SFIO        | Maréchal-ferrant, maire de Rimogne (1936-1945 et 1953-1959)                                                 |
| 1940    |                  |                                                  |             | Les conseils d'arrondissement ont été suspendus par la loi du 12 octobre 1940 et n'ont jamais été réactivés |

### Conseillers départementaux à partir de 2015
| Période élective | Période élective | Mandat | Mandat   | Identité         | Nuance | Nuance | Qualité |
| ---------------- | ---------------- | ------ | -------- | ---------------- | ------ | ------ | --- |
| 2015             | 2021             | 2015   | 2021     | Noëlle Devie     |        | LR     | Conseillère municipale de Rimogne jusqu'en 2020 Vice-présidente du Conseil départemental                                                                   |
| 2015             | 2021             | 2015   | 2021     | Benoît Huré      |        | LR     | Agriculteur à Neuville-lez-Beaulieu - Sénateur (2004-2020) Ancien Président du conseil départemental Ancien conseiller général du Canton de Signy-le-Petit |
| 2021             | 2028             | 2021   | en cours | Brice Fauvarque  |        | LR     | Formateur en GRETA, Premier adjoint au maire de Rocroi |
| 2021             | 2028             | 2021   | en cours | Mélanie Stevenin |        | DVD    | Assistante de direction, Auvillers-les-Forges |

#### Élections de mars 2015
À l'issue du premier tour des élections départementales de 2015, deux binômes sont en ballottage : Noëlle Devie et Benoît Huré (Union de la Droite, 48,39 %) et Jean Binet et Noémie Clement (FN, 38,82 %). Le taux de participation est de 48,57 % (5 451 votants sur 11 224 inscrits) contre 48,72 % au niveau départemental et 50,17 % au niveau national.
Au second tour, Noëlle Devie et Benoît Huré (Union de la Droite) sont élus avec 58,75 % des suffrages exprimés et un taux de participation de 49,85 % (3 059 voix pour 5 593 votants et 11 219 inscrits).

#### Élections de juin 2021
Le premier tour des élections départementales de 2021 est marqué par un très faible taux de participation (33,26 % au niveau national). Dans le canton de Rocroi, ce taux de participation est de 32,31 % (3 516 votants sur 10 882 inscrits) contre 31,87 % au niveau départemental. À l'issue de ce premier tour, deux binômes sont en ballottage : Brice Fauvarque et Mélanie Stevenin (Union à droite, 53,32 %) et Béatrice Cardon et Régis Depaix (DVD, 27,25 %).
Le second tour des élections est marqué une nouvelle fois par une abstention massive équivalente au premier tour. Les taux de participation sont de 34,3 % au niveau national, 32,73 % dans le département et 34,56 % dans le canton de Rocroi. Brice Fauvarque et Mélanie Stevenin (Union à droite) sont élus avec 67,52 % des suffrages exprimés (2 330 voix pour 3 761 votants et 10 884 inscrits),,.

## Composition

### Composition avant 2015

Situation du canton de Rocroi dans le département des Ardennes avant 2015.

Le canton de Rocroi regroupait quatorze communes.
| Nom                      | Code Insee | Codepostal | Superficie (km2) | Population (dernière pop. légale) | Densité (hab./km2) |
| ------------------------ | ---------- | ---------- | ---------------- | --------------------------------- | ------------------ |
| Rocroi (chef-lieu)       | 08367      | 08230      | 50,41            | 2 409 (2012)                      | 48                 |
| Blombay                  | 08071      | 08260      | 9,47             | 127 (2012)                        | 13                 |
| Bourg-Fidèle             | 08078      | 08230      | 14,79            | 871 (2012)                        | 59                 |
| Le Châtelet-sur-Sormonne | 08110      | 08150      | 9,85             | 167 (2012)                        | 17                 |
| Chilly                   | 08121      | 08260      | 5,89             | 154 (2012)                        | 26                 |
| Étalle                   | 08155      | 08260      | 4,44             | 98 (2012)                         | 22                 |
| Gué-d'Hossus             | 08202      | 08230      | 5,23             | 530 (2012)                        | 101                |
| Laval-Morency            | 08249      | 08150      | 4,28             | 244 (2012)                        | 57                 |
| Maubert-Fontaine         | 08282      | 08260      | 10,33            | 1 033 (2012)                      | 100                |
| Regniowez                | 08355      | 08230      | 18,27            | 394 (2012)                        | 22                 |
| Rimogne                  | 08365      | 08150      | 3,77             | 1 430 (2012)                      | 379                |
| Sévigny-la-Forêt         | 08417      | 08230      | 26,13            | 262 (2012)                        | 10                 |
| Taillette                | 08436      | 08230      | 15,25            | 385 (2012)                        | 25                 |
| Tremblois-lès-Rocroi     | 08460      | 08150      | 1,64             | 171 (2012)                        | 104                |

### Composition depuis 2015
Le nouveau canton de Rocroi comprenait trente-trois communes entières à sa création.
| Nom                            | Code Insee | Intercommunalité                | Superficie (km2) | Population (dernière pop. légale) | Densité (hab./km2) | Modifier                                    |
| ------------------------------ | ---------- | ------------------------------- | ---------------- | --------------------------------- | ------------------ | ------------------------------------------- |
| Rocroi (bureau centralisateur) | 08367      | CC Vallées et Plateau d'Ardenne | 50,41            | 2 256 (2022)                      | 45                 | modifier les données · modifier les données |
| Auge                           | 08030      | CC Ardennes Thiérache           | 4,50             | 58 (2022)                         | 13                 | modifier les données · modifier les données |
| Auvillers-les-Forges           | 08037      | CC Ardennes Thiérache           | 8,19             | 902 (2022)                        | 110                | modifier les données · modifier les données |
| Blombay                        | 08071      | CC Vallées et Plateau d'Ardenne | 9,47             | 130 (2022)                        | 14                 | modifier les données · modifier les données |
| Bourg-Fidèle                   | 08078      | CC Vallées et Plateau d'Ardenne | 14,79            | 829 (2022)                        | 56                 | modifier les données · modifier les données |
| Brognon                        | 08087      | CC Ardennes Thiérache           | 7,38             | 130 (2022)                        | 18                 | modifier les données · modifier les données |
| Le Châtelet-sur-Sormonne       | 08110      | CC Vallées et Plateau d'Ardenne | 9,85             | 172 (2022)                        | 17                 | modifier les données · modifier les données |
| Chilly                         | 08121      | CC Ardennes Thiérache           | 5,89             | 133 (2022)                        | 23                 | modifier les données · modifier les données |
| Étalle                         | 08155      | CC Ardennes Thiérache           | 4,44             | 96 (2022)                         | 22                 | modifier les données · modifier les données |
| Éteignières                    | 08156      | CC Ardennes Thiérache           | 11,79            | 469 (2022)                        | 40                 | modifier les données · modifier les données |
| Fligny                         | 08172      | CC Ardennes Thiérache           | 6,85             | 155 (2022)                        | 23                 | modifier les données · modifier les données |
| Gué-d'Hossus                   | 08202      | CC Vallées et Plateau d'Ardenne | 5,23             | 504 (2022)                        | 96                 | modifier les données · modifier les données |
| Ham-les-Moines                 | 08206      | CC Vallées et Plateau d'Ardenne | 3,12             | 360 (2022)                        | 115                | modifier les données · modifier les données |
| Harcy                          | 08212      | CC Vallées et Plateau d'Ardenne | 19,15            | 503 (2022)                        | 26                 | modifier les données · modifier les données |
| Laval-Morency                  | 08249      | CC Vallées et Plateau d'Ardenne | 4,28             | 233 (2022)                        | 54                 | modifier les données · modifier les données |
| Lonny                          | 08260      | CC Vallées et Plateau d'Ardenne | 4,69             | 618 (2022)                        | 132                | modifier les données · modifier les données |
| Maubert-Fontaine               | 08282      | CC Ardennes Thiérache           | 10,33            | 1 025 (2022)                      | 99                 | modifier les données · modifier les données |
| Murtin-et-Bogny                | 08312      | CC Vallées et Plateau d'Ardenne | 7,11             | 175 (2022)                        | 25                 | modifier les données · modifier les données |
| La Neuville-aux-Joûtes         | 08318      | CC Ardennes Thiérache           | 13,17            | 351 (2022)                        | 27                 | modifier les données · modifier les données |
| Neuville-lès-This              | 08322      | CC Vallées et Plateau d'Ardenne | 7,74             | 329 (2022)                        | 43                 | modifier les données · modifier les données |
| Neuville-lez-Beaulieu          | 08319      | CC Ardennes Thiérache           | 35,92            | 327 (2022)                        | 9,1                | modifier les données · modifier les données |
| Regniowez                      | 08355      | CC Ardennes Thiérache           | 18,27            | 377 (2022)                        | 21                 | modifier les données · modifier les données |
| Remilly-les-Pothées            | 08358      | CC Ardennes Thiérache           | 9,92             | 263 (2022)                        | 27                 | modifier les données · modifier les données |
| Rimogne                        | 08365      | CC Vallées et Plateau d'Ardenne | 3,77             | 1 328 (2022)                      | 352                | modifier les données · modifier les données |
| Saint-Marcel                   | 08389      | CC Vallées et Plateau d'Ardenne | 10,84            | 320 (2022)                        | 30                 | modifier les données · modifier les données |
| Sévigny-la-Forêt               | 08417      | CC Vallées et Plateau d'Ardenne | 26,13            | 274 (2022)                        | 10                 | modifier les données · modifier les données |
| Signy-le-Petit                 | 08420      | CC Ardennes Thiérache           | 38,72            | 1 219 (2022)                      | 31                 | modifier les données · modifier les données |
| Sormonne                       | 08429      | CC Vallées et Plateau d'Ardenne | 4,75             | 527 (2022)                        | 111                | modifier les données · modifier les données |
| Sury                           | 08432      | CC Vallées et Plateau d'Ardenne | 3,31             | 95 (2022)                         | 29                 | modifier les données · modifier les données |
| Taillette                      | 08436      | CC Vallées et Plateau d'Ardenne | 15,25            | 405 (2022)                        | 27                 | modifier les données · modifier les données |
| Tarzy                          | 08440      | CC Ardennes Thiérache           | 10,12            | 123 (2022)                        | 12                 | modifier les données · modifier les données |
| This                           | 08450      | CC Vallées et Plateau d'Ardenne | 4,46             | 225 (2022)                        | 50                 | modifier les données · modifier les données |
| Tremblois-lès-Rocroi           | 08460      | CC Vallées et Plateau d'Ardenne | 1,64             | 156 (2022)                        | 95                 | modifier les données · modifier les données |
| Canton de Rocroi               | 0813       |                                 | 391,48           | 15 067 (2022)                     | 38                 | modifier les données                        |

## Démographie

### Démographie avant 2015
| 1962  | 1968  | 1975  | 1982  | 1990  | 1999  | 2006  | 2011  | 2012  |
| ----- | ----- | ----- | ----- | ----- | ----- | ----- | ----- | ----- |
| 8 932 | 8 694 | 7 969 | 8 043 | 7 774 | 7 792 | 8 059 | 8 276 | 8 275 |

### Démographie depuis 2015
En 2022, le canton comptait 15 067 habitants, en évolution de −4,15 % par rapport à 2016 (Ardennes : −2,97 %, France hors Mayotte : +2,11 %).
| 2013   | 2018   | 2022   |
| ------ | ------ | ------ |
| 15 767 | 15 477 | 15 067 |